# Lippspringischer Originalvergleich

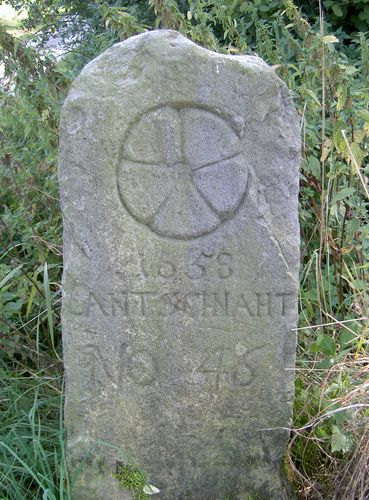
Grenzstein No.46 nahe Feldrom mit der lippischen Rose.

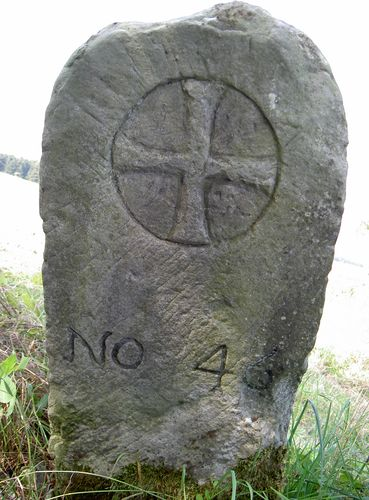
Grenzstein No.46 nahe Veldrom mit bischöflichen Kreuz.

Der Lippspringische Originalvergleich ist eine Urkunde vom Juli 1658, die nach dem Dreißigjährigen Krieg die Grenzziehungen zwischen dem Fürstentum Lippe und dem Hochstift Paderborn regelte.

## Geschichte
Die Grenze wurde in Lippspringe von Gesandten des Paderborner Bischofs Dietrich Adolf und von Deputierten des Grafen Hermann Adolf zur Lippe ausgehandelt. Auf lippischer Seite waren die Gesandten Kammerpräsident Tilhelm und der Landdrost von Donop zu Schloss Wöbbel.
Hohe Schnatsteine zeigen heute noch den ehemaligen Grenzverlauf zwischen dem Hochstift Paderborn und der Grafschaft Lippe an. Das Wort „Schnat“ kommt aus dem niederdeutschen „snat“ und bedeutet „Grenze“. Das Hochstift Paderborn und die Grafschaft Lippe waren Jahrhunderte eng miteinander verbunden. Allein viermal stellte das Haus Lippe einen regierenden Fürstbischof im Bistum Paderborn. Die beiden Territorialstaaten lebten sich allmählich auseinander, nach der Gegenreformation zusätzlich gefördert durch die unterschiedliche Religionszugehörigkeit.
Da es zu dieser Zeit noch keine Grundbücher und Katasterzeichnungen im heutigen Sinne gab, ist es verständlich, dass die Grenzen in den alten Zeiten nicht so scharf festgelegt werden konnten und dass Grenzstreitigkeiten häufig vorkamen. Das war nicht nur der Fall bei privaten Besitzungen, sondern auch bei Landesgrenzen.
Nach vermehrten Streitigkeiten gab es dann im Juli 1658 den „Lippspringischen Originalvergleich“ der die Grenze genauer festgelegte.
Auszug aus der Einladung:

„Von dem Hochwürdigsten Fürsten und Herrn, Herrn Dietrich Adolphen Bischoff zu Paderborn, der Heiligen Römischen Reichs Fürsten und Graf zu Pyrmont und Herrn Hermann Adolph, Grafen und Edlen Herrn zur Lippe, als Regierender Landesherr der Grafschaft Lippe wurde eine Konferenz einberufen um die Grenzverlauf zwischen Lippe und Paderborn ….alles reichlich und woll erwogen und hin inde entstandene Streitigkeiten accomodiert (sich einigen), abgehandelt und Ewig unwiderruflich verglichen…festzulegen“

Die Abordnungen aus Lippe und Paderborn legten vom 5. bis zum 15. Juli 1658 den Grenzverlauf vom Lutterdeiche unweit von Lippspringe bis zum Bellenberg den Grenzverlauf fest. Zur Markierung der Grenze wurden in gewissen Abständen Schnatsteine gesetzt.

## Kennzeichnung

### Wappen
Die Steine tragen auf der einen Seite die Lippische Rose auf der anderen Seite das Paderborner Kreuz. Die Inschrift lautet „Landschnad 1658“. Einige Steine, die  nachträglich gesetzt wurden, sind statt mit dem Paderborner Kreuz mit einem Preußischen Adler versehen.

Lippische Rose vier- und fünfblättrig
Hochstift Paderborn
Preußischer Adler

### Nummerierung
Grenzstein Nr. 1 wurde 1757 durch einen Dreiecksstein ersetzt. Er ist gleichzeitig Grenzstein Nr. 102 der Paderborn-Rietbergischen Grenze.
Die Landesgrenzsteine wurden bei der Urvermessung in Lippe (zwischen 1878 und 1880) mit aufgenommen. Ihre Lage ist somit einwandfrei festgelegt. Die Nummerierung der Steine muss gegen 1860 vorab durchgeführt worden sein. Teilweise sind die Nummern in den Katasterkarten (Flurkarten) eingetragen.
Der Verlauf der Grenze beginnt mit dem Grenzstein Nr. 1 zwischen Stukenbrock und Sennestadt, zieht sich dann nach Süden bis Schlangen und wendet sich schließlich nach Osten Richtung Leopoldstal, Vinsebeck und Bellenberg/Ottenhausen.
Der letzte Grenzstein mit der Nr. 90 müsste am Feldweg Ottenhausen – Vahlhausen stehen. Er ist aber nicht mehr aufzufinden. Der letzte vorhandene Stein trägt die Nr. 89. Er steht im Bellenberger Holz (Gemarkungsgrenze Bellenberg/Vahlhausen).